# KNVB Beker 1992/93
De 75ste editie van de KNVB Beker kende AFC Ajax als winnaar. Het was de twaalfde keer dat de club de beker in ontvangst nam. Ajax versloeg sc Heerenveen in de finale.

## Eerste ronde
| Datum             | Wedstrijd                 | Uitslag            | Scoreverloop |
| ----------------- | ------------------------- | ------------------ | --- |
| 29 augustus 1992  | DVS '33 – Noordwijk       | 1 – 4 (0 – 3)      | 30' Martin Ribbink (e.d.) 0-1, 35' Joop Tegelaar 0-2, Gerard van Roon 0-3, 47' Mattias Visser 1-3, Albert Bosma 1-4                   |
| 29 augustus 1992  | SC Genemuiden – Katwijk   | 0 – 3 (0 – 2)      | 15' Hans Zwaan 0-1, 17' Hans Zwaan 0-2, 65' Marco de Ridder 0-3                                                                       |
| 30 augustus 1992  | Achilles '94 – Quick '20  | 2 – 2 n.v. (0 – 0) | 106' Fred Hamsink 0-1, 110' René Roord 0-2, 112' Ronald Steenge 1-2, 120' Arnold van den Broek 2-2 Achilles '94 wint na strafschoppen |
| 30 augustus 1992  | DCG – Panningen           | 1 – 0 n.v.         | 113' Hoessein Ksikas 1-0 |
| 30 augustus 1992  | DWV – BVV                 | 2 – 1              | |
| 30 augustus 1992  | SC Enschede – SV Meerssen | 3 – 0 (1 – 0)      | 43' Gerbie Olde Schrieber 1-0, 50' Arno Leppink 2-0, 80' Arno Leppink 3-0                                                             |
| 30 augustus 1992  | FVC – EDO                 | 1 – 3 (0 – 1)      | 40' Stefan Spruyt 0-1, 77' Jack Bakker 1-1, 82' Michel Boogaart 1-2, 86' Frank Verdonkschot 1-3                                       |
| 30 augustus 1992  | Woerden – EHC             | 0 – 1 (0 – 1)      | 27' Frits Nöllgen 0-1 |
| 1 september 1992  | Aalsmeer – DOVO           | 2 – 4              | |
| 19 september 1992 | DETO – Valleivogels       | 2 – 0 (1 – 0)      | 13' André Hopster 1-0, 56' Robert Zwijse 2-0                                                                                          |
| 19 september 1992 | TSC – GVVV                | 0 – 1 (0 – 0)      | 85' Steve Kuils 0-1 |

## Tweede ronde
De nummer 1 tot en met 11 van de Eredivisie 1991/92 van vorig jaar mochten deze ronde overslaan: Feyenoord, PSV, Ajax, Vitesse, FC Twente, FC Groningen, MVV, Sparta Rotterdam. FC Utrecht, RKC,  en Roda JC.
| Datum             | Wedstrijd                   | Uitslag                    | Scoreverloop |
| ----------------- | --------------------------- | -------------------------- | --- |
| 18 september 1992 | FC Zwolle – Katwijk         | 3 – 0 (1 – 0)              | 22' Remco Boere 1-0, 57' Stef Hendriks 2-0, 75' Stef Hendriks 3-0 |
| 19 september 1992 | ACV – BV Veendam            | 0 – 1 (0 – 0)              | 75' Willem Brouwer 0-1 |
| 19 september 1992 | Dordrecht '90 – RBC         | 3 – 0 (2 – 0)              | 8' Robin Schmidt 1-0, 15' Virgil Breetveld 2-0, 46' Michel Langerak 3-0 |
| 19 september 1992 | DOVO – AZ                   | 0 – 3 (0 – 1)              | 32' Robert van Dam 0-1, 85' Michael Buskermolen 0-2, 87' Robert van Dam 0-3 |
| 19 september 1992 | DWV – Cambuur Leeuwarden    | 0 – 2 (0 – 0)              | 58' Michael Mols 0-1, 76' Michael Mols 0-2 |
| 19 september 1992 | EHC – TOP                   | 1 – 3 (1 – 3)              | 9' Peter Brankaert 0-1, 14' Robert van der Weert 1-1, 18' Thijs Waterink 1-2, 26' Dennis Purperhart 1-3                                                                                 |
| 19 september 1992 | Emmen – NAC                 | 4 – 3 (2 – 2)              | 23' Ton Lokhoff 0-1, 26' John Lammers 0-2, 28' Jan de Jonge 1-2, 45' Joseph Oosting 2-2, 50' Ben Haverkort 3-2, 55' Mark Zegerius 4-2, 90' Cees Schapendonk 4-3                         |
| 19 september 1992 | Go Ahead Eagles – Eindhoven | 2 – 0 (1 – 0)              | 20' Edwin Overmars 1-0, 85' Alfred Knippenberg 2-0 |
| 19 september 1992 | Haarlem – FC Volendam       | 1 – 2 (1 – 1)              | 19' Frank Berghuis 0-1, 36' Barry van Galen 1-1, 84' Fabian de Freitas 1-2 |
| 19 september 1992 | Noordwijk – Helmond Sport   | 0 – 1 (0 – 1)              | 44' Jan Martens 0-1 |
| 19 september 1992 | Quick Boys – De Graafschap  | 1 – 2 (0 – 1)              | 16' Louis van Schijndel 0-1, 57' John Leeuwerik 0-2, 89' Jaap van Duyn 1-2 |
| 19 september 1992 | Rheden – Telstar            | 2 – 3 (1 – 2)              | 37' Ricky Talan 1-0, 39' Ronald Hoop 1-1, 42' Sander Oostrom 1-2, 48' Jan van Eijck 2-2, 67' Ronald Hoop 2-3                                                                            |
| 19 september 1992 | VVV – Kozakken Boys         | 4 – 1 (2 – 1)              | 6' Maurice Graef 1-0, 24' Maurice Graef 2-0, 33' Philip de Haan 2-1, 49' Tijani Babangida 3-1, 76' Saeed Janfada (pen) 4-1                                                              |
| 20 september 1992 | Achilles '94 – FC Den Bosch | 1 – 1 n.v. (0 – 0)         | 104' Michael Noslim 1-0, 115' Dirk-Jan Derksen 1-1 FC Den Bosch wint na strafschoppen                                                                                                   |
| 20 september 1992 | ADO Den Haag – Halsteren    | 6 – 0 (1 – 0)              | 4' Dirk Heesen 1-0, 55' Harry van der Laan 2-0, 64' Emiel van Eijkeren 3-0, 67' Frans Danen 4-0, 75' Harry van der Laan 5-0, 80' Frans Danen 6-0                                        |
| 20 september 1992 | DCG – N.E.C.                | 1 – 0 (0 – 0)              | 46' Hoessein Ksikas 1-0 |
| 20 september 1992 | EDO – Fortuna Sittard       | 0 – 0 n.v.                 | Fortuna Sittard wint na strafschoppen |
| 20 september 1992 | SC Enschede – Excelsior     | 0 – 1 (0 – 1)              | 18' Wessel Weezenberg 0-1 |
| 20 september 1992 | RCH – Willem II             | 0 – 5 (0 – 2)              | 7' John Feskens 0-1, 22' Hans Vincent 0-2, 51' Leon Meijs 0-3, 53' Hans Vincent 0-4, 56' Marc van Hintum 0-5                                                                            |
| 29 september 1992 | sc Heerenveen – GVVV        | 7 – 1 (1 – 0)              | 8' Lee-Roy Echteld 1-0, 51' Erik Regtop 2-0, 62' Gerrie Schaap 3-0, 65' Erik Tammer 4-0, 69' Marco Roelofsen 5-0, 75' Michel Doesburg 6-0, 83' Maarten de Jong 7-0, 87' Steve Kuils 7-1 |
| 29 september 1992 | SC Heracles '74 – DETO      | 4 – 3 n.v. (3 – 3) (0 – 2) | 28' Ronald Dams 0-1, 33' René Jannink 0-2, 46' Robert Zwijse 0-3, 71' Michel Mossel 1-3, 77' Bert-Jan Diphoorn 2-3, 85' Richard de Boer 3-3, 106' Roy Evers 4-3                         |

## Derde ronde
| Datum           | Wedstrijd                          | Uitslag                    | Scoreverloop |
| --------------- | ---------------------------------- | -------------------------- | --- |
| 28 oktober 1992 | Cambuur Leeuwarden – sc Heerenveen | 0 – 3 (0 – 2)              | 30' Erik Regtop 0-1, 45' Erik Tammer 0-2, 73' Gert-Jan Verbeek 0-3 |
| 28 oktober 1992 | DCG – FC Zwolle                    | 1 – 2 (0 – 1)              | 32' Remco Boere 0-1, 47' Mark Bitter 1-1, 57' Martin Reijnders 1-2 |
| 28 oktober 1992 | FC Den Bosch – SC Heracles '74     | 2 – 0 (2 – 0)              | 22' Jos van Eck (pen) 1-0, 41' Dirk-Jan Derksen 2-0 |
| 28 oktober 1992 | Feyenoord – Go Ahead Eagles        | 7 – 0 (2 – 0)              | 31' John Metgod 1-0, 39' Dean Gorré 2-0, 49' Regi Blinker 3-0, 51' Dean Gorré 4-0, 57' József Kiprich 5-0, 69' József Kiprich 6-0, 74' Gaston Taument 7-0                                                           |
| 28 oktober 1992 | De Graafschap – Excelsior          | 0 – 1 (0 – 0)              | 59' Edwin van Buren 0-1 |
| 28 oktober 1992 | FC Groningen – Dordrecht '90       | 3 – 0 (1 – 0)              | 19' Mart van Duren 1-0, 47' Jos Roossien 2-0, 86' Mart van Duren 3-0 |
| 28 oktober 1992 | Helmond Sport – RKC                | 0 – 1 (0 – 0)              | 54' Marco van Hoogdalem 0-1 |
| 28 oktober 1992 | MVV – BV Veendam                   | 1 – 0 (1 – 0)              | 27' Hans Visser 1-0 |
| 28 oktober 1992 | TOP – Roda JC                      | 5 – 1 (2 – 1)              | 9' Robert van der Weert 1-0, 13' Sergei Pogodin 1-1, 35' Thijs Waterink 2-1, 80' Patrick Koolen 3-1, 86' Dennis Purperhart 4-1, 88' Robert van der Weert 5-1                                                        |
| 28 oktober 1992 | FC Twente – Willem II              | 4 – 2 (0 – 0)              | 56' Prince Polley 1-0, 64' Nico-Jan Hoogma 2-0, 74' Prince Polley 3-0, 81' Prince Polley 4-0, 82' Leon Meijs 4-1, 84' Leon Meijs 4-2                                                                                |
| 28 oktober 1992 | FC Utrecht – Emmen                 | 3 – 2 (1 – 1)              | 2' Michel van Oostrum 0-1, 4' Włodzimierz Smolarek 1-1, 78' Edwin de Kruyff 2-1, 84' Joseph Oosting 2-2, 87' Włodzimierz Smolarek 3-2                                                                               |
| 28 oktober 1992 | Vitesse – ADO Den Haag             | 3 – 0 (0 – 0)              | 57' Hans van Arum 1-0, 68' Phillip Cocu 2-0, 90' Edward Sturing 3-0 |
| 28 oktober 1992 | FC Volendam – PSV                  | 2 – 4 (0 – 2)              | 33' Kalusha Bwalya 0-1, 41' Romário 0-2, 57' Romário 0-3, 74' Johan Steur 1-3, 84' Michael Reiziger 2-3, 89' Romário 2-4                                                                                            |
| 28 oktober 1992 | VVV – Ajax                         | 3 – 7 (0 – 2)              | 32' John van Loen 0-1, 45' Dan Petersen 0-2, 47' Louis Laros 1-2, 50' Wim Jonk 1-3, 56' Edgar Davids 1-4, 58' Jay Driessen 2-4, 60' Jay Driessen 3-4, 69' Marc Overmars 3-5, 81' Dan Petersen 3-6, 84' Wim Jonk 3-7 |
| 5 november 1992 | Sparta Rotterdam – Telstar         | 5 – 1 n.v. (1 – 1) (1 – 1) | 31' Walter Smak 0-1, 45' Ron van den Berg 1-1, 92' Winston Bogarde 2-1, 102' Edwin Vurens 3-1, 115' Winston Bogarde 4-1, 120' Glenn Helder 5-1                                                                      |
| 2 december 1992 | Fortuna Sittard – AZ               | 1 – 0 n.v.                 | 103' René Hofman 1-0 |

## Vierde ronde
| Datum            | Wedstrijd                       | Uitslag       | Scoreverloop |
| ---------------- | ------------------------------- | ------------- | --- |
| 2 december 1992  | FC Den Bosch – Vitesse          | 2 – 1 (0 – 1) | 31' John van den Brom 0-1, 59' Vladimir Laisina 1-1, 88' Peter Netten 2-1                                                   |
| 2 december 1992  | Feyenoord – TOP                 | 3 – 1 (2 – 0) | 6' Gaston Taument 1-0, 40' Dean Gorré 2-0, 51' Dean Gorré 3-0, 75' Robert van der Weert 3-1                                 |
| 2 december 1992  | FC Groningen – Excelsior        | 2 – 1 (1 – 0) | 4' Henny Meijer 1-0, 49' Johan Gabriëls 1-1, 65' Harris Huizingh 2-1                                                        |
| 2 december 1992  | PSV – FC Utrecht                | 2 – 1 (0 – 1) | 40' Włodzimierz Smolarek 0-1, 60' Edward Linskens 1-1, 62' Juul Ellerman 2-1                                                |
| 13 december 1992 | RKC – FC Zwolle                 | 1 – 4 (0 – 3) | 18' Martin Reijnders 0-1, 20' Martin Reijnders 0-2, 33' Henk Buimer 0-3, 57' Marcel Brands (pen) 1-3, 83' Henk Loonstra 1-4 |
| 13 december 1992 | Sparta Rotterdam – FC Twente    | 0 – 2 (0 – 1) | 2' Youri Mulder 0-1, 78' Prince Polley 0-2                                                                                  |
| 15 december 1992 | Fortuna Sittard – sc Heerenveen | 0 – 1 n.v.    | 94' Erik Regtop 0-1 |
| 13 januari 1993  | Ajax – MVV                      | 3 – 0 (2 – 0) | 3' Frank de Boer 1-0, 30' Michel Kreek 2-0, 63' Marciano Vink 3-0                                                           |

## Kwartfinales
| Datum            | Wedstrijd                   | Uitslag                    | Scoreverloop |
| ---------------- | --------------------------- | -------------------------- | --- |
| 17 februari 1993 | FC Den Bosch – FC Groningen | 2 – 0 (2 – 0)              | 3' René Nijhuis 1-0, 16' Wim Volkerink 2-0                                                                                               |
| 17 februari 1993 | sc Heerenveen – PSV         | 2 – 1 n.v. (1 – 1) (0 – 0) | 51' Arthur Numan 0-1, 89' Erik Tammer 1-1, 96' Marco Roelofsen 2-1                                                                       |
| 17 februari 1993 | FC Twente – Ajax            | 2 – 4 n.v. (2 – 2) (1 – 0) | 39' Edwin Vurens 1-0, 53' Nico-Jan Hoogma 2-0, 58' Dennis Bergkamp 2-1, 79' Marc Overmars 2-2, 91' Rob Alflen 2-3, 93' Marciano Vink 2-4 |
| 10 maart 1993    | FC Zwolle – Feyenoord       | 1 – 1 n.v. (1 – 1) (1 – 0) | 9' Johan Hansma 1-0, 83' John van Loen 1-1 Feyenoord wint na strafschoppen                                                               |

## Halve finales
| Datum         | Wedstrijd                    | Uitslag       | Scoreverloop |
| ------------- | ---------------------------- | ------------- | --- |
| 30 maart 1993 | sc Heerenveen – FC Den Bosch | 2 – 1 (0 – 1) | 9' Frans van der Heide 0-1, 62' Erik Tammer 1-1, 77' Marco Roelofsen 2-1                                           |
| 31 maart 1993 | Feyenoord – Ajax             | 0 – 5 (0 – 2) | 42' Edgar Davids 0-1, 45' Dennis Bergkamp 0-2, 57' Edgar Davids 0-3, 84' Dennis Bergkamp 0-4, 90' Edgar Davids 0-5 |

## Finale
|                               |                                                                                                   |               |                                     |                                                                                  |
| 20 mei 1993 Finale KNVB Beker | Ajax                                                                                              | 6 – 2 (2 – 1) | sc Heerenveen                       | Stadion Feijenoord, Rotterdam Toeschouwers: 45.000 Scheidsrechter: Jef van Vliet |
| 20 mei 1993 Finale KNVB Beker | Edgar Davids 7' Marc Overmars 45', 89' Stefan Pettersson 71' Dennis Bergkamp 82' Dan Petersen 87' |               | 35' Erik Regtop 90' Rodion Cămătaru | Stadion Feijenoord, Rotterdam Toeschouwers: 45.000 Scheidsrechter: Jef van Vliet |

| Ajax | Heerenveen |

| Ajax:          |                   |     |
|                |                   |     |
| DM             | Edwin van der Sar |     |
| RB             | Sonny Silooy      |     |
| CB             | Danny Blind       |     |
| CB             | Frank de Boer     |     |
| LB             | Marciano Vink     | 77' |
| CM             | Edgar Davids      |     |
| CM             | Wim Jonk          | 66' |
| AM             | Dennis Bergkamp   |     |
| RV             | Dan Petersen      |     |
| SP             | Stefan Pettersson |     |
| LV             | Marc Overmars     |     |
| Wisselspelers: |                   |     |
| VD             | Michel Kreek      | 66' |
| MV             | Ronald de Boer    | 77' |
| Trainer:       |                   |     |
| Louis van Gaal |                   |     |

| sc Heerenveen: |                 |     |
|                |                 |     |
| DM             | Aldo Swager     |     |
| RB             | Michel Doesburg |     |
| CB             | Erik ten Voorde | 65' |
| CB             | Maarten de Jong |     |
| LB             | Gertjan Verbeek | 46' |
| CM             | Marco Roelofsen |     |
| CM             | Lee-Roy Echteld |     |
| CM             | Jan de Visser   |     |
| RV             | Gerrie Schaap   |     |
| SP             | Erik Tammer     |     |
| LV             | Erik Regtop     |     |
| Wisselspelers: |                 |     |
| MVF            | Antoon Kuil     | 46' |
| AV             | Rodion Cămătaru | 65' |
| Trainer:       |                 |     |
| Foppe de Haan  |                 |     |

| KNVB Beker 1992/93 |
| ------------------ |
| Ajax 12e titel     |